# Paillard SA
Die Firma Paillard war ein von 1814 bis 1989 bestehendes schweizerisches Unternehmen für Feinmechanik. Im Jahr 1938 galt es als grösster Radiohersteller der Schweiz. Es firmierte seit 1889 als E. Paillard & Cie. und seit 1920 als Paillard SA. Bekannte Produkte von Paillard waren auch die Schreibmaschinen der Marke Hermes und die unter der Marke Paillard-Bolex vertriebenen Schmalfilm-Apparate.

## Geschichte

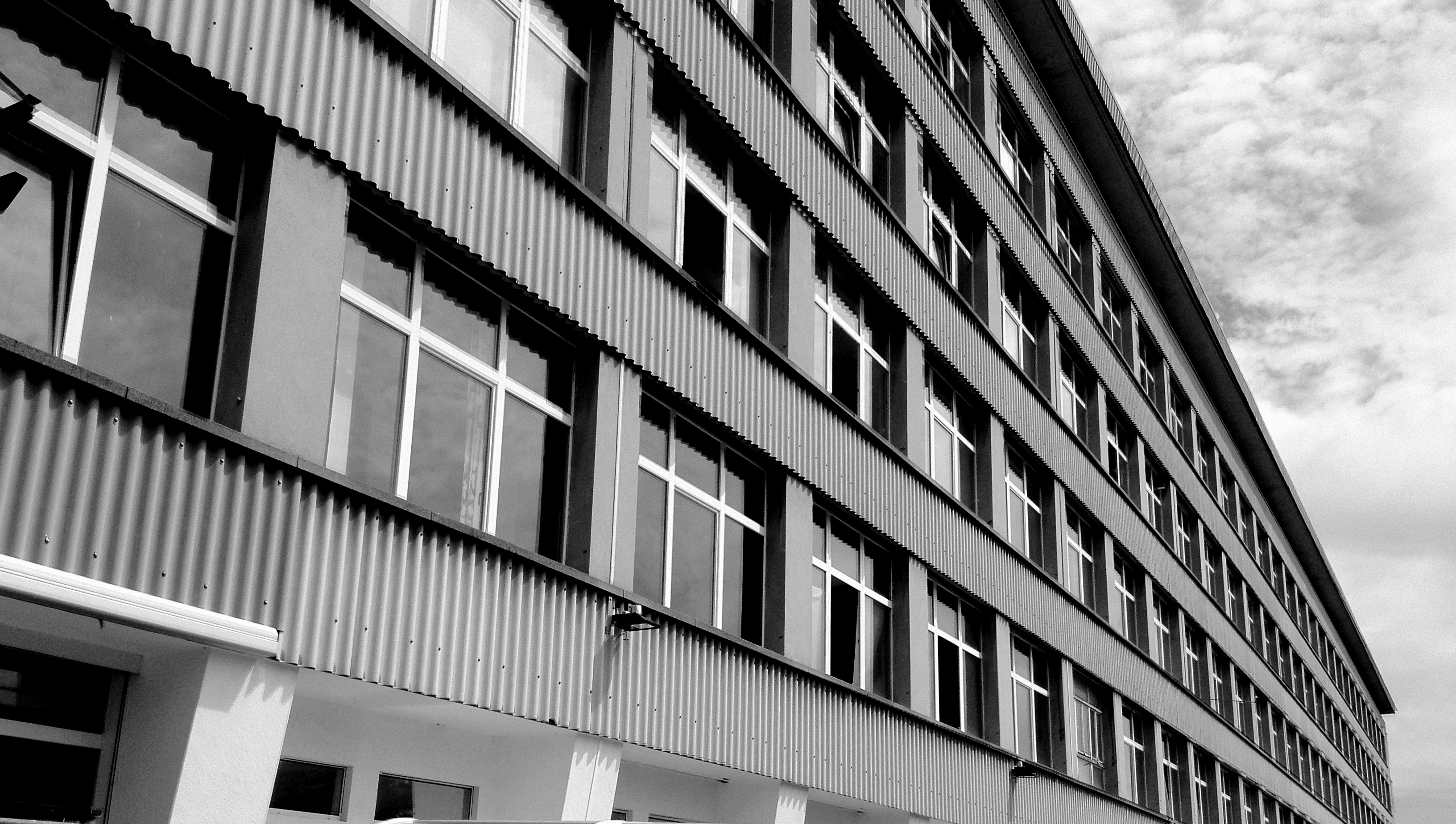
Ehemaliges Werk der Paillard SA in Sainte-Croix (Aufnahme 2012)

Werbeplakat für Radios von Paillard von Johannes Handschin (ca. 1935)

Moïse Paillard (1753–1830) eröffnete mit seinem Sohn Samuel 1814 in Sainte-Croix ein Uhrmacheratelier. Im Jahr 1825 erweiterte er das Atelier um eine Werkstatt für Musikdosen. Die Firma Paillard wurde für ihre Uhren, Musikdosen, Sprechpuppen und Orchestrions international bekannt. Samuels Söhne Eugène (1813–1889) und Amédée (1814–1880) bauten das Unternehmen 1875 zu einer Fabrik aus. Eugènes Sohn Ernest zahlte 1889 seine Cousins aus und gab der Firma den Namen E. Paillard & Cie., da sein Schwager Eugène Thorens in das Unternehmen eintrat. Da der Verkauf von Musikdosen zurückging, stellte das Unternehmen seit 1898 den Walzenphonographen «Echophone» und seit 1904 Grammophone her. Es waren die ersten ausserhalb der Vereinigten Staaten serienmässig hergestellten Geräte ihrer Art. Von 1913 bis 1923 wurde die Schreibmaschine «Hermes» zur Produktionsreife entwickelt. Im Jahr 1914 kamen Bleistiftspitzer und Metronome zum Produktprogramm.
Unter der Leitung von Ernests Sohn Albert (1881–1937) und dessen Onkel Eugène Thorens wurde das Unternehmen 1920 in die Aktiengesellschaft Paillard SA umgewandelt. Für die Schreibmaschinen entstand in Yverdon ein neues Werk. Seit 1924 werden auch Kugellager hergestellt. Im Jahr 1929 fertigte Paillard 220'000 Grammophonmotoren. Im folgenden Jahr kamen Schmalfilmkameras der Marke «Paillard-Bolex» hinzu. In  der Krisenzeit der 1930er Jahre wurden Spinnmaschinen für Kunstseide, Strickmaschinen und Pistolenmagazine hergestellt.
Nach der Expansion des Unternehmens leitete Edouard Thorens das Schreibmaschinenwerk in Yverdon und Ernest-Alfred, Jean sowie Roger Thorens das Stammwerk in Sainte-Croix. Albert Paillard starb 1937. Die Schreibmaschine «Hermes Baby» entwickelte sich seit 1935 zu einem Verkaufsschlager. Daneben wurden seit 1932 täglich 120 Radiogeräte hergestellt und Paillard galt 1938 als grösster Radiohersteller der Schweiz. Die Produktpalette reichte vom einfachen Mittelwellensuper (eine Art «Volksempfänger») für 190 Franken bis zum Spitzenempfänger für 575 Franken. Röhren und Widerstände wurden aus den Vereinigten Staaten geliefert, Lautsprecher, Filter und Trafos wurden von Paillard hergestellt. Später kamen auch Röhren aus Europa und von Philips zum Einsatz. 1'300 Mitarbeiter stellten jährlich 50'000 Schreibmaschinen und 25'000 Radios her.
In den 1950er Jahren produzierte die Konkurrenz im Ausland günstiger. Auch das Projekt mit den Partnerunternehmen Albis und Dewald 1953/54 das Fernsehgerät «ALDEPA» zu entwickeln erwies sich als «Flop». Die Produktion der Radios und der Kurbelgrammophone wurde aufgegeben. Von 1962 bis 1966 gehörte der Plattenspielerhersteller Thorens zum Unternehmen. Seit 1960 gehörte der Rechenmaschinenhersteller Precisa AG in Zürich mehrheitlich und 1974 vollständig zu Paillard, die Hermes Precisa International AG entstand. Bolex wurde in den Jahren von 1969 bis 1974 vollständig an Eumig abgetreten.
Paillard hatte 1885 etwa 100, 1938 1300, 1957 über 3000, 1964 etwa 8000 und 1974 2000 Mitarbeiter. Niederlassungen bestanden 1957 in New York City, Paris und München, Werke zu Beginn der 1960er Jahre in Yverdon, Sainte-Croix, Orbe, Säckingen, Beaucourt und in Brasilien. 4400 Mitarbeiter arbeiteten 1964 im nördlichen Teil des Kantons Waadt.
Die Gründerfamilien Paillard und Thorens schieden 1974 aus der Führung des Unternehmens aus. Olivetti übernahm es sieben Jahre später. Paillard hatte die Umstellung auf die Elektronik verpasst und verschwand 1989 vom Markt.

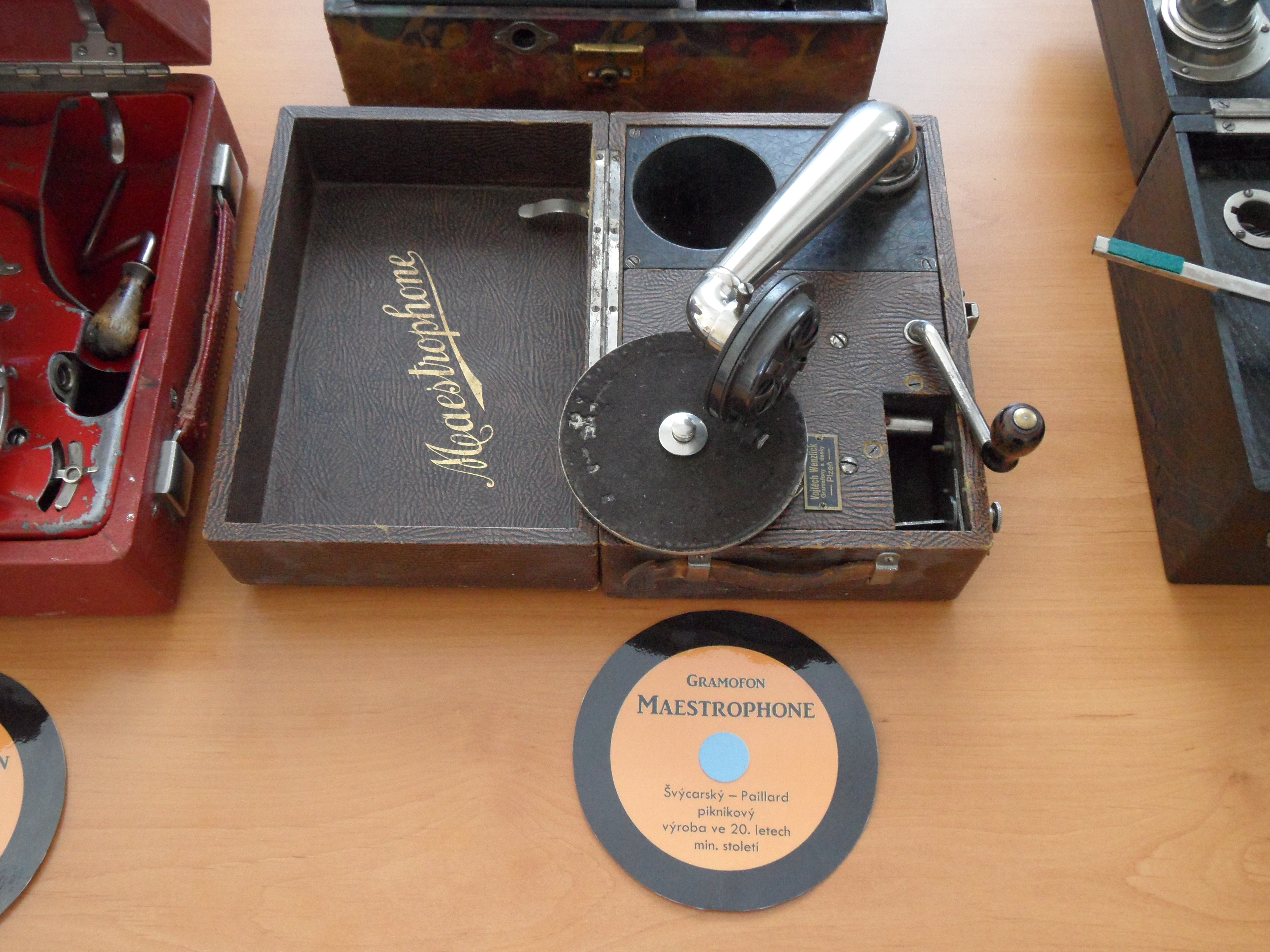
Reisegrammophon Paillard «Maestrophone»
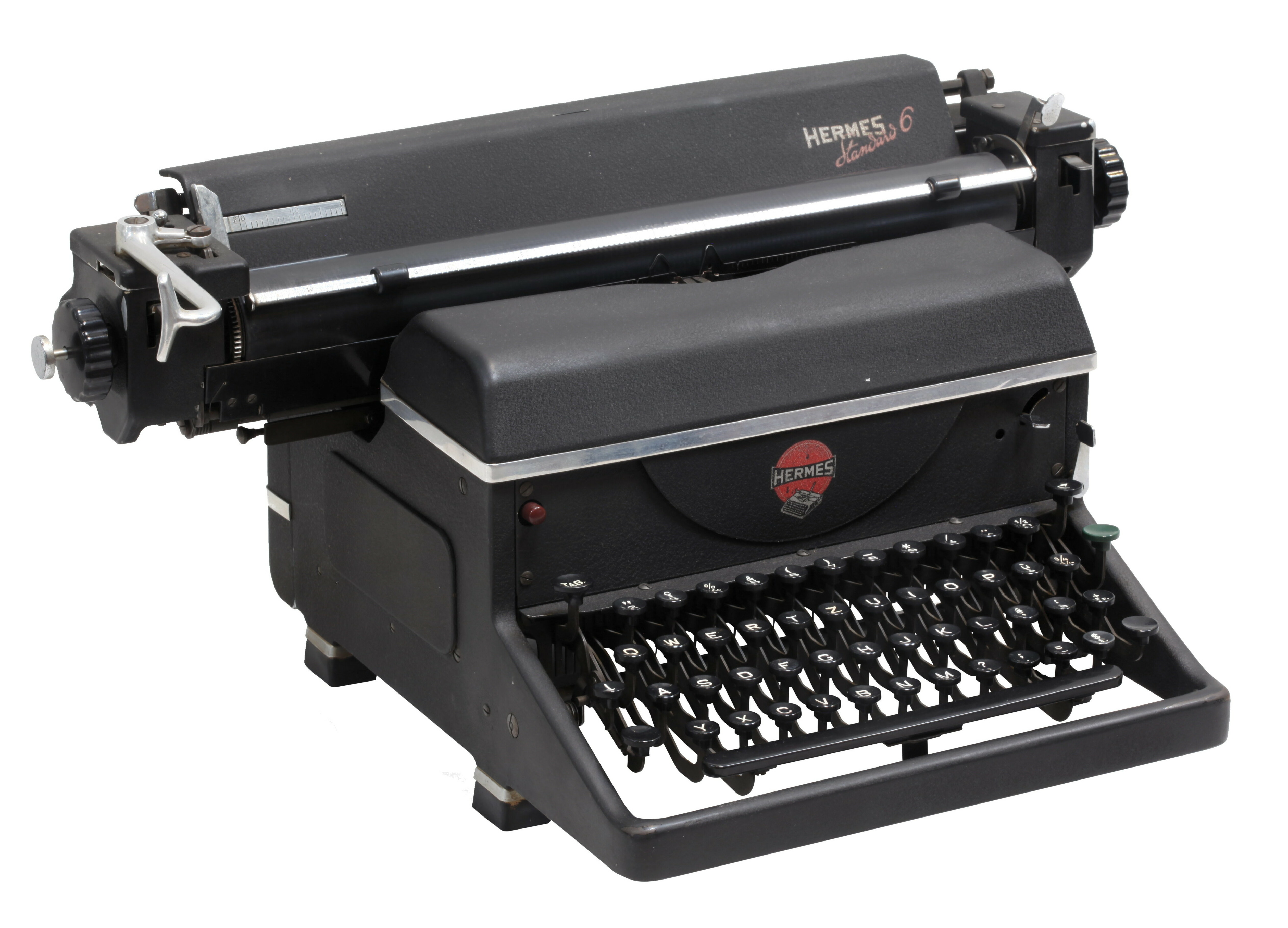
Schreibmaschine Hermes Standard 6, gebaut von 1943 bis 1953
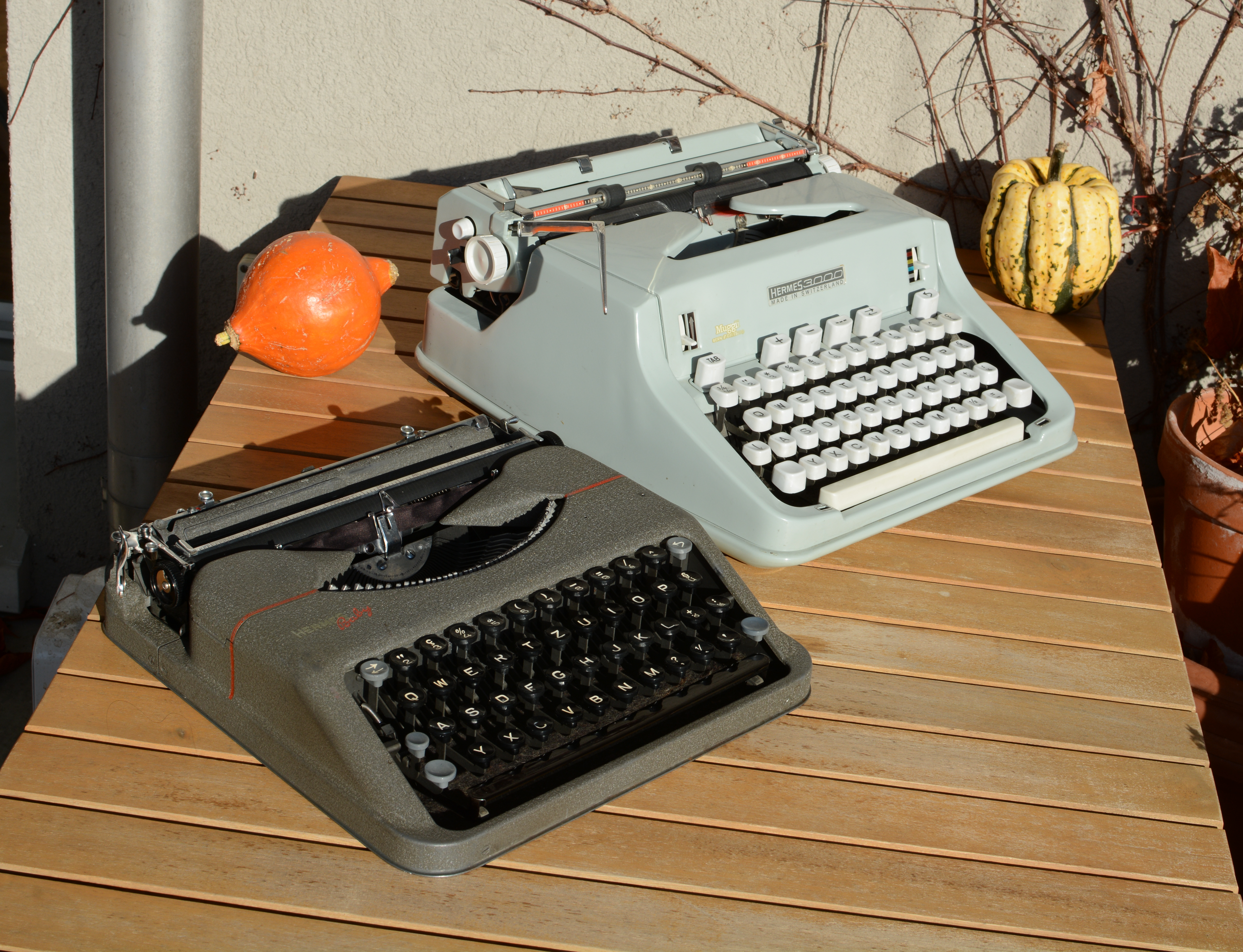
Schreibmaschinen Hermes Baby und Hermes 3000
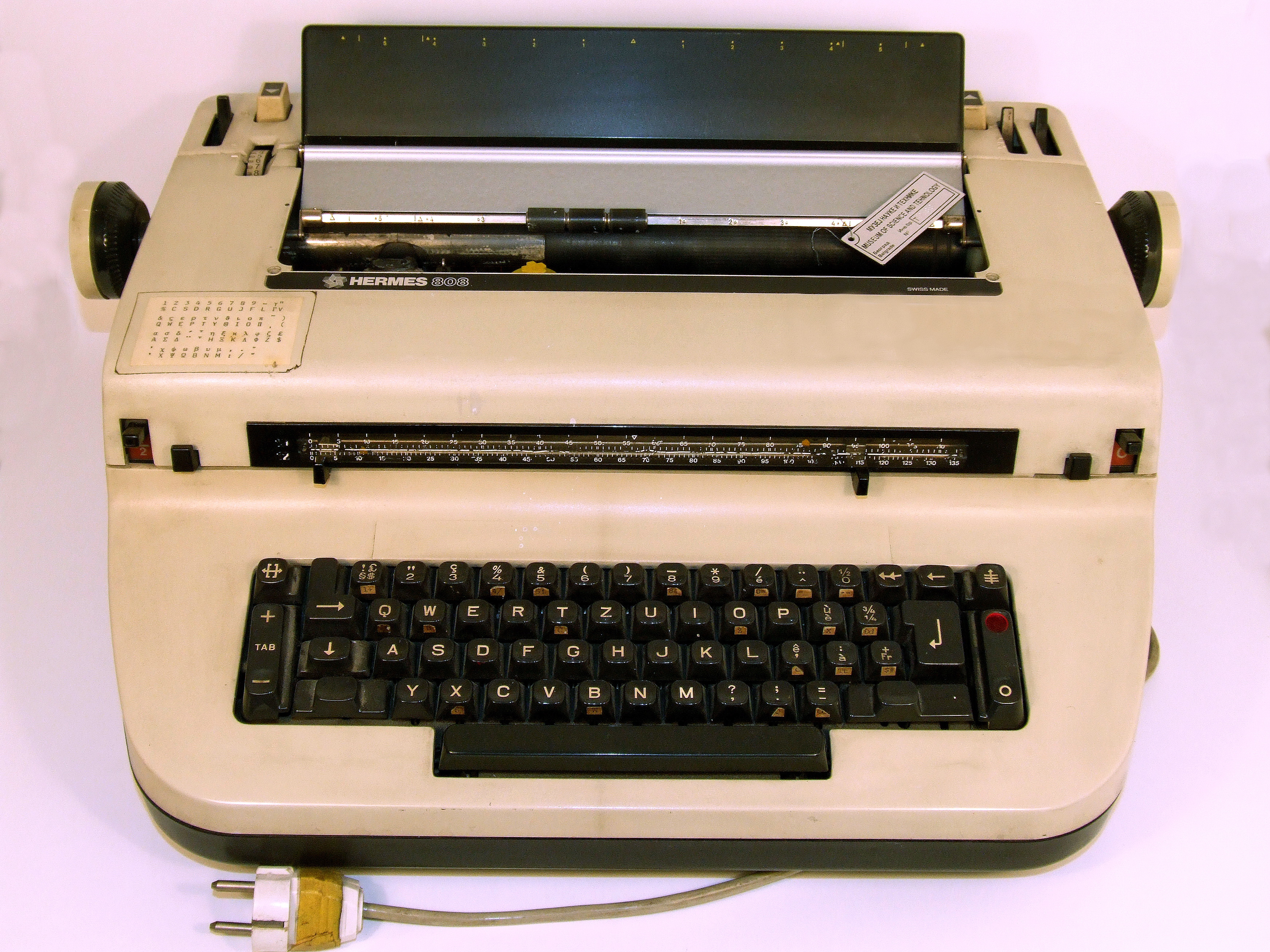
Elektrische Schreibmaschine Hermes 808 (Museum für Wissenschaft und Technik, Belgrad)
Filmkamera Paillard-Bolex H 16 für 16-mm-Film, gebaut ab 1935
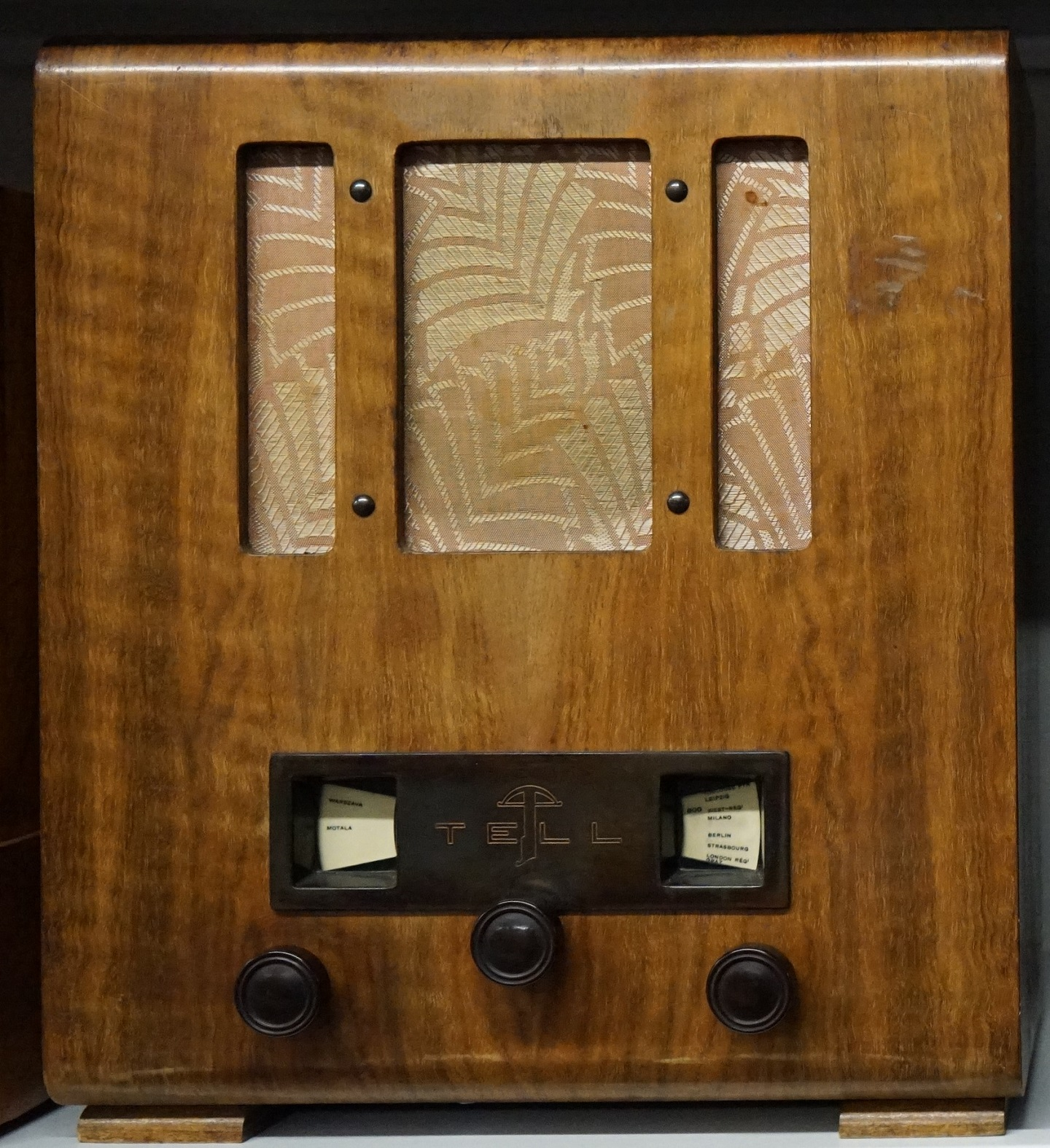
Radio Modell «Tell 47», Baujahr 1935 (Museum Enter)

## Fussnoten
1. ↑  G. Sommeregger: Hermes Standard 6. In: Schreibmaschinen - Modelle, Geschichte(n), Personen. Abgerufen am 1. Mai 2023.
2. ↑  Paillard Tell 47. Enter, abgerufen am 1. Mai 2023.